# Hypoponera sulciceps
Hypoponera sulciceps är en myrart som först beskrevs av Clark 1928.  Hypoponera sulciceps ingår i släktet Hypoponera och familjen myror. Inga underarter finns listade i Catalogue of Life.